# Сірмій (фема)

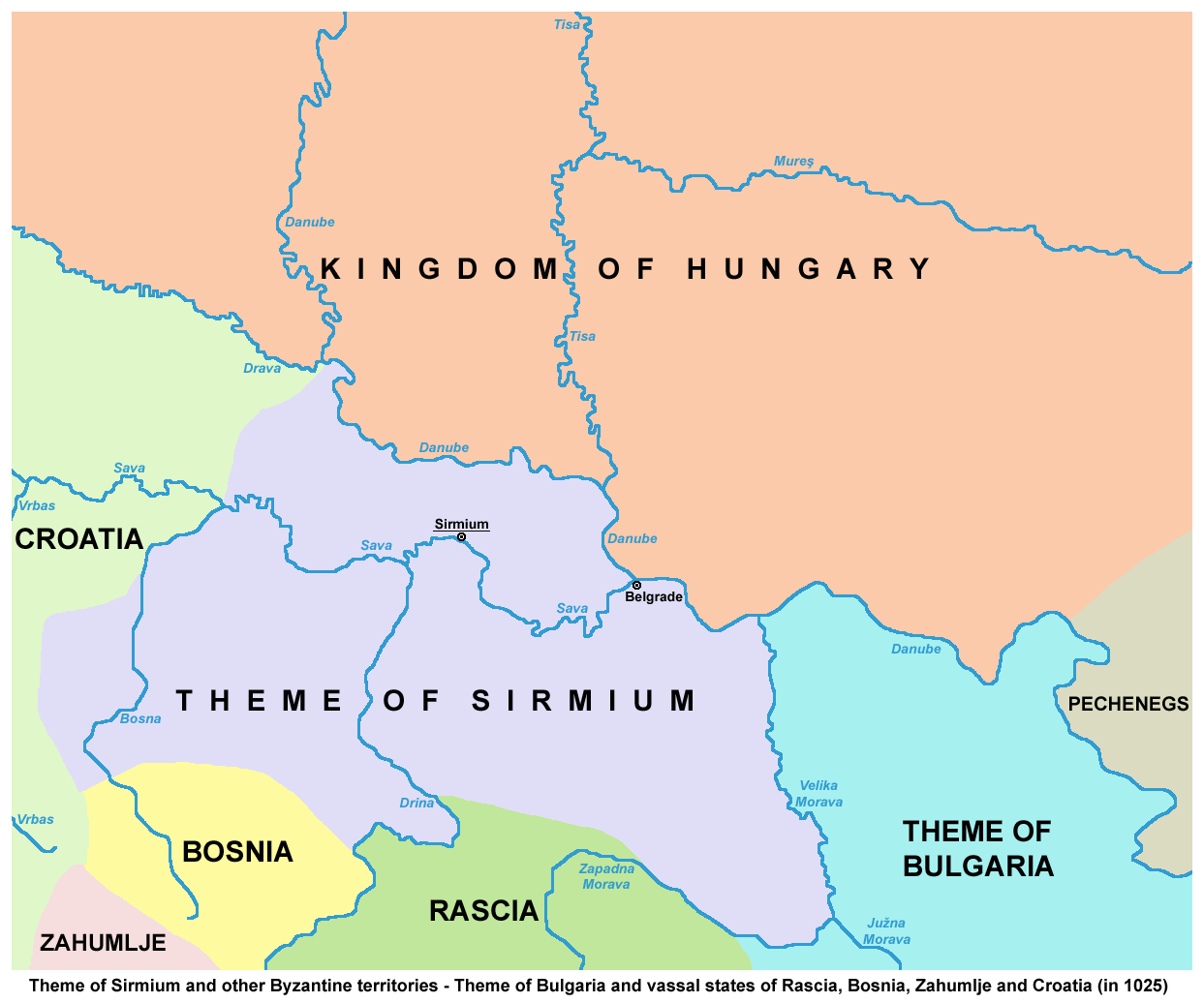

Фема Сірмій (грец. Θέμα Σιρμίου) — військово-адміністративна одиниця Візантійської імперії (фема), яка розташовувалась на Балканському півострові (сучасні Сербія, Хорватія, Боснія і Герцеговина). Відома також як фема «Сербія» та фема «Белград». Утворено 1018 року. Припинила існування 1187 року внаслідок повстання болгар й дій князівства Рашка.

## Історія
У 1018 році візантійські війська остаточно знищили Перше Болгарське царство. За наказом імператора Василя II відбулося організація захоплених володінь. Для захисту нових провінцій на півночі, біля Дунаю, було утворено фему Сірмій. Її завдання — оборона кордонів з королівством Угорщина, насамперед від печенігів та узів, що пересилилися туди. Водночас стратегу Сірмія були підвладні архонти міста та жупани сербських князів, насамперед Босна і Рашка. Для більшого контролю над цими областями єпископії Сірмія, Раса і Прізрена було підпорядковано Архієпископству Охридському.
Поширення візантійської податкової системи на сербів викликало у 1020-х роках низку повстань. У 1034 році вибухнуло потужне повстання сербів, яке було придушено лише у 1036 році. Після цього візантійська присутність суттєво зміцнилася. Водночас з 1040-х років активізували угорці. У 1050-х роках стратег Роман Діоген за підтримки болгарського дуки Никифор Вотаніата відбив їх спроби перейти Дунай. З цього часу фема регулярних нападів печенігів і узів. У 1071 році, скориставшись поразками візантійців у війни з сельджуками королівство Угорщина захопила фему.
Лише у 1160-х роках за часів імператора Мануїла I вдалося відвоювати колишні території. У 1165 році в Срімії було відновлено фему. Втім, після повалення династії Комнінів у 1185 році вона стала зазнавати нападів князівства Рашка. Цього сприяло потужне болгарське повстання на чолі із братами Асенем і Петром, на придушення якого Візантія спрямувала основні сили. Але фему зрештою захопила Угорщина.

## Адміністрація
Спочатку охоплювала територія в долині річки Сава, але до 1040 року поширилася на центральну Сербію, лише південні сербські райони підлягали владі залежного князівства Захум'є, володар якого також мав титул стратега Сербії. Адміністративним центром було місто Сірмій. На чолі стояв стратег, який в титулатурі позначався також як дука Сербії, чим підкреслювалася влада Візантії над усіма сербськими володіннями.

## Відомі стратеги
- Давид Аріаніт (1018)
- Костянтин Діоген (1018—1029)
- Феофіл Еротік (1040)
- Лютовід Захумлський (1039—1042)
- Роман Діоген (1059—1064)